# Mont Forbes
Le mont Forbes est le septième plus haut sommet des Rocheuses canadiennes. Il se situe dans la province d’Alberta, à dix-huit kilomètres au sud-ouest de la source de la rivière Saskatchewan, dans le parc national de Banff. Il culmine à 3 612 mètres.
Le sommet a été nommé par James Hector en 1859, d’après son professeur d’histoire naturelle à l’université d’Édimbourg : Edward Forbes.
La première ascension a été réalisée en 1902 par John Norman Collie, James Outram, Hugh E. M. Stutfield, George M. Weed, Herman Woolley, guidés par Christian Kaufmann.
En octobre 2020, Quentin Roberts et Alik Berg effectuent la première ascension connue de la face Est.